# Anton Afritsch (Journalist)

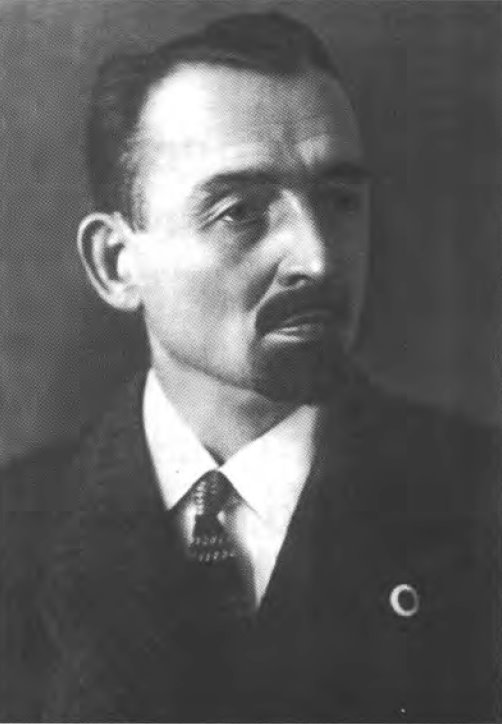
Anton Afritsch (ca. 1920)

Anton Afritsch (* 8. Dezember 1873 in Klagenfurt; † 7. Juli 1924 in Graz) war ein österreichischer Journalist und Politiker. Er war der Initiator der Kinderfreunde-Bewegung.

## Leben und Werk
Anton Afritsch kam im Gebärhaus von Klagenfurt als Sohn einer ledigen Fabrikarbeiterin, einer „Schönheit“, wie berichtet wird, zur Welt; seinen früh verstorbenen Vater, einen italienischen Professor, oder Lehrer, der in Klagenfurt arbeitete, kannte er nicht, oder nur kaum. Er wuchs bei seinen Großeltern auf und besuchte die Volksschule und zwei Jahre die Mittelschule. Ursprünglich sollte er nach einem Theologiestudium einen geistlichen Beruf ergreifen, doch die Mittellosigkeit der Großeltern und seine Abneigung verhinderten dies. Noch als Dreizehnjähriger begann er eine vierjährige Lehre bei der Parkettenfabrik Egger u. Moritsch in Fellach bei Villach. Schon damals nahm er mit Kollegen 1890 an den Maifeiern in Villach teil. Nach seiner Lehrzeit dort hatte er zwar den Lehrbrief, aber wenig Ahnung vom Tischlerhandwerk, da er fast ausschließlich an einer Maschine Bretter zurechtschnitt. Er besuchte zudem Arbeiterfortbildungskurse. Danach arbeitete er mit großem Fleiß bei der Tischlerwerkstatt Schnabel in Villach, wo er sich die notwendigen Kenntnisse aneignete, um sich als vollwertiger Tischlergehilfe auf Wanderschaft begeben zu können. Längere Zeit brachte er in Wien zu. Danach kam er zum Militär, wo er Zugsführer wurde. Anschließend arbeitete er zunächst in Linz und kam schließlich nach Graz.
Im Jänner 1898 wurde er bei der konstituierenden Sitzung der Gewerkschaft der Holzarbeiter und verwandten Berufen in Graz zum Obmann gewählt, eine Position, die er zwei Jahre behielt. Hier trat er unter anderem für die neuneinhalbstündige Arbeitszeit ein. Im Juli 1900 wurde er in das Landeskomitee der Sozialdemokratischen Partei gewählt. Als die Grazer Zeitung Arbeiterwille, deren Verleger der spätere langjährige Bürgermeister Vinzenz Muchitsch war, auf tägliches Erscheinen umstellte suchte sie einen Verwaltungsangestellten und Afritsch erhielt die Position. Wenige Jahre später wurde ihm vom Chefredakteur, dem Arzt Michael Schacherl, der Übertritt in die Redaktion nahegelegt. Die beiden Familien sollten freundschaftlich eng verbunden bleiben. Beim Arbeiterwillen berichtete er vom Gericht und der Gemeinde- und Landespolitik sowie über Sozialpolitik.
Am 30. Dezember 1917 wurde er in den Gemeinderat von Graz gewählt. 1919 folgte die Wahl zu einem der Stadträte von Graz. Er war gemeinderätlicher und stadträtlicher Referent des Jugendamts. Auf seine Anträge hin wurden Kindergärten und Fürsorgeanstalten eingerichtet. Die Einführung eines schulärztlichen Dienstes geschah auf seine Initiative. Er war auch Obmann des Versorgungsausschusses, der sich um Altersheime, Unterkünfte für Gebrechliche und dergleichen kümmerte. Später übernahm er das Referat des Wohnungsamtes, das sich auch mit der großen kriegsbedingten Wohnungsnot befasste. Noch im Juni 1924 wurde er nach den Wahlen wieder als einer von drei Sozialdemokraten zum Stadtrat erkoren, wenngleich er bereits krankheitsbedingt abwesend war.
Anton Afritsch war auch mehrfach Obmann des Arbeiterabstinentenbundes, nachdem er selbst in früheren Jahren eifrig dem Alkohol zusprach, wozu er insbesondere in seiner Zeit beim Militär eine Neigung entwickelte. Zeitlebens begleiteten ihn aber Virginier.

### Kinderfreund
Nachdem sich den Spielen und Ausflügen, die er mit den eigenen Kindern unternahm, immer mehr Kinder von der Straße angeschlossen hatten, erkannte Afritsch den Mangel an Zuwendung und Fördermöglichkeiten, unter dem die Kinder der meisten Arbeiter litten, und gründete 1908 den offiziell unpolitischen Grazer „Arbeiterverein Kinderfreunde“. Bei seinem Bemühen um das Wohlergehen von Kindern und geistige Freiheit hatte der Humanist Afritsch, entgegen dem Zeitgeist, keine Berührungsängste gegenüber dem bürgerlichen Lager. Er selbst war sehr bemüht, die Aktion von Parteiinteressen freizuhalten, also weder sozialistisches Liedgut gegenüber Volksliedern oder sozialistische gegenüber anderen Kinderbüchern zu bevorzugen, noch mit den Kindern an Maiaufmärschen teilzunehmen.
Seine Person beschreibt Alois Jalkotzy, von 1922 bis 1934 Sekretär der Kinderfreunde, als „liebenswert, aber nicht redselig, sehr selbständig in seinen Urteilen und nicht zurückhaltend damit.“ Ansonsten war Afritsch, wie unter der Elite der Arbeiterbewegung üblich, ein Gegner des Alkohols, doch zum Verdruss mancher Genossen ein großer Liebhaber von Virginiazigarren (auch das Nichtrauchen gehörte zu den Idealen der Arbeiterbewegung).
Einige seiner Kurzgeschichten, etwa Um ein Paar Schuhe oder Der Wettlauf, bezeugen ohne jegliches Pathos die eigene harte Kindheit und erinnern an die Erzählungen des von ihm sehr geschätzten Peter Rosegger.
Afritschs Wunsch von 1909 „Schön wäre es, wenn auch an anderen Orten etwas geschehen könnte, ...“ verwirklichte sich binnen weniger Jahre: Ähnliche Vereine, die bald an anderen Orten entstanden waren, schlossen sich 1917 zu einer Reichs-Organisation zusammen, die 1921 der Partei (SDAPDÖ) eingegliedert wurde. Auch in anderen Ländern entwickelten sich solche Organisationen.

### Nachleben

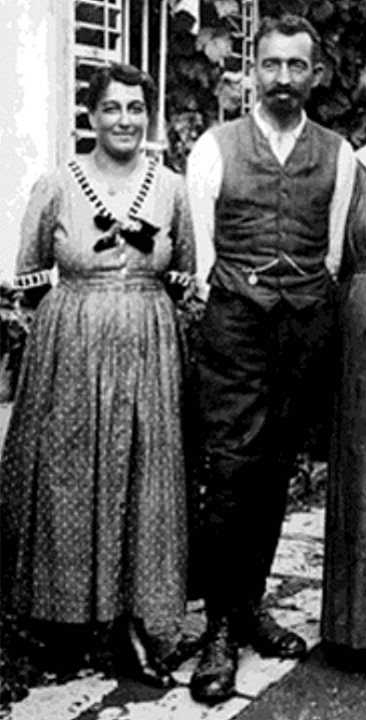
Anton Afritsch mit Frau Amalia (ca. 1915)

Zu ihrem 50-jährigen Gründungsjubiläum konnten die Kinderfreunde 1958 im Steinbergschlössl bei Graz ihr erstes Kinderdorf, das Anton-Afritsch-Kinderdorf, eröffnen. Die Afritschgasse im 22. Wiener Gemeindebezirk ist seit 1927 nach ihm benannt, weiters die Afritschgasse, vorher Auenbruggergasse, in Graz sowie etliche Wohlfahrtseinrichtungen (z. B. Anton-Afritsch-Heim Wr. Neustadt; Anton-Afritsch-Kindergarten Graz). An der Afritschgasse 35 in Graz weist eine schwarze Steintafel an der Hausmauer darauf hin, dass hier Anton Afritsch gelebt und gewirkt hat.
Anton Afritsch war mit Amalia (* 19. August 1877 in Kärnten; † 8. Februar 1950 in Graz) verheiratet. Sie verwaltete nach dem Ersten Weltkrieg die steirischen Kinderfreundeheime. Ihr wurde 1931 für über 25-jährige Tätigkeit in der städtischen Armenpflege das Bürgerrecht der Gemeinde Graz verliehen. Das Paar hatte fünf Kinder. Josef war Politiker und zwischen 1958 und 1962 österreichischer Innenminister. Anton junior war Grazer Stadtschulinspektor und 25 Jahre lang Abgeordneter zum steirischen Landtag. Der jüngste Sohn Viktor, wurde Schauspieler. Sein Sohn Willi begann zunächst eine Karriere als Opernsänger und Schauspieler, aber arbeitete ab Ende der 1920er Jahre in der Hauptsache im Gaswerk. Die Tochter Gretl, die jüngste von allen, wurde Kinderkrankenschwester und dann die Gemahlin des Abgeordneten zum Nationalrats Karl Mark. Deren Tochter war die Journalistin Susi Schneider.